# Grupo Barceló

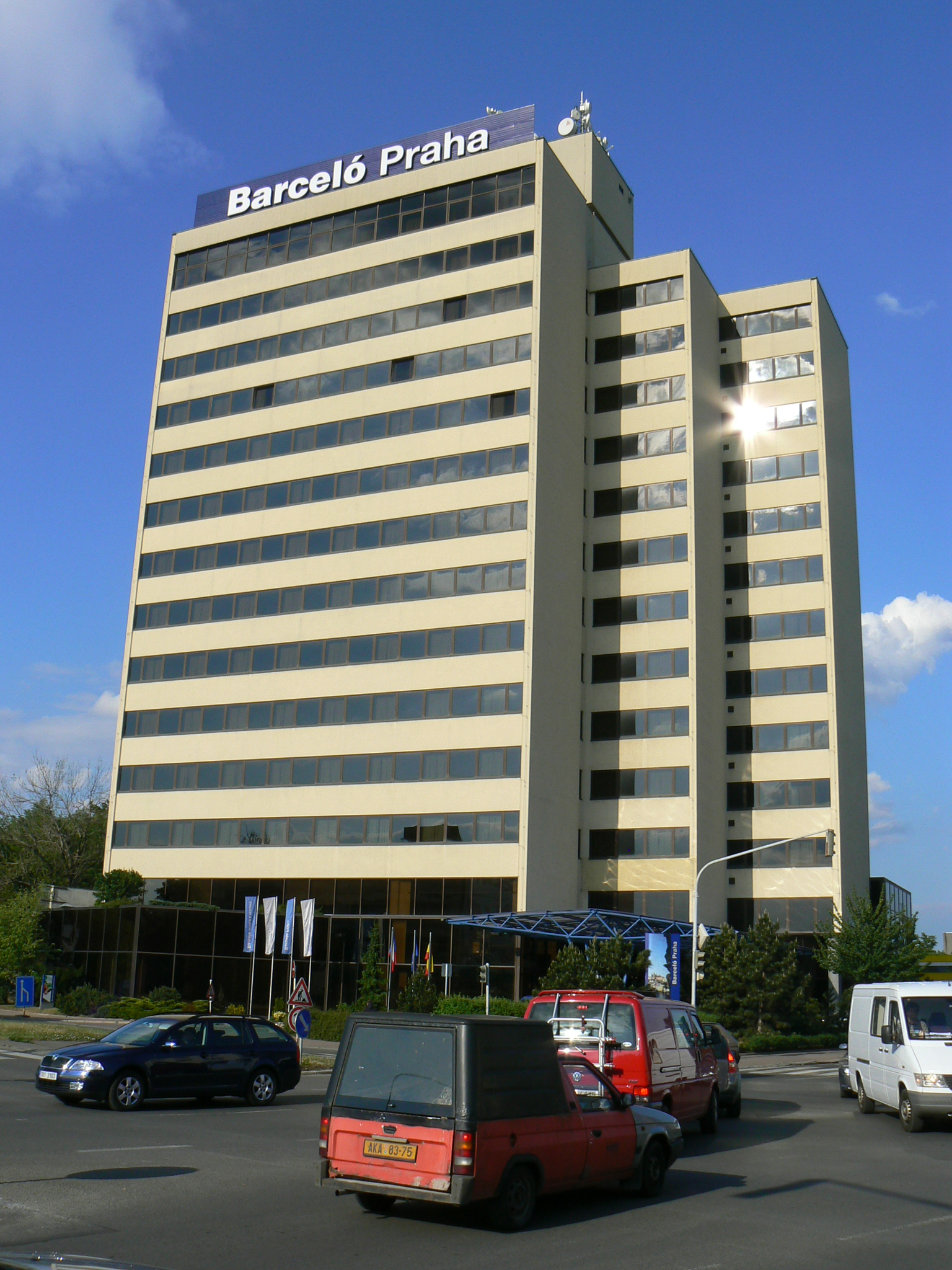
Barceló Dlouha Cesta Praha (Prag)

Die Grupo Barceló ist ein international tätiger Hotel- und Touristikkonzern aus Spanien. Die Zentrale des vollständig in Familienbesitz befindlichen Unternehmens ist in Palma. Es ist unterteilt in die Bereiche Barceló Hotels & Resorts (Hotellerie) und Barceló Viajes (Ferienreisen). Der Unternehmensbereich Barceló Hotels & Resorts verfügt über 95 Hotels in 16 Ländern. In den USA hat die Gruppe eine Beteiligung an 74 weiteren Hotels. Barceló Viajes führt 400 Reisebüros in 22 Ländern und verfügt auch über einige Flugzeuge.

## Geschichte
Im Jahr 1931 erwarb der Bauernsohn Simón Barceló Obrador (1902–1958) aus Felanitx, Mallorca für 3.000 geborgte Peseten einen Autobus mit zwanzig Sitzen, bediente fortan mit Personen und Gütern die Strecke Felanitx – Palma und gründete damit das Transportunternehmen Autocares Barceló. Bereits 1936 fuhren vier Busse unter diesem Namen.
Schon in den 1950er Jahren, unter dem Sohn des Gründers, Gabriel Barceló (* 1928), entwickelte sich das kleine Unternehmen im Zuge des aufkommenden Massentourismus allmählich vom Transportunternehmen zur Reiseagentur. 1960 gründeten sie, zwei Jahre nach dem Tod des Firmengründers, ihr eigenes Reisebüro mit dem Namen Barceló Viajes. 1962 kam ein erstes Hotel, namens Latino, dazu, welches in Palma erworben wurde.
Das war auch die Geburtsstunde der Sparte Barceló Hotels & Resorts.
1965 eröffnete in Palma de Mallorca die erste Hotelanlage, welche speziell für Familien konzipiert wurde. Entgegen dem üblichen Trend, die Hotels in die Höhe zu bauen, wurde das Barceló Pueblo Palma auf einer Fläche von 18.000 Quadratmetern horizontal ausgeführt und war die erste Anlage ihrer Art, der Resort-Hotels. Die Zimmer befanden sich in zweistöckigen Gebäuden. Es gab ein Haupthaus, Sportanlagen, Schwimmbäder, Einkaufsmöglichkeiten, ein Fitness-Studio und auch ein eigenes Friseurstudio. Es befindet sich heute immer noch im Besitz des Unternehmens. Der Namensbestandteil Barceló Pueblo steht für ähnliche Anlagen weltweit.

### Expansion
Mit dem wachsenden Touristikboom in Spanien erfolgte eine weitere starke Expansion der Unternehmensgruppe.
Die erste Hotelanlage auf dem Festland war im Jahr 1970 das Barceló Pueblo in Benidorm.
Seine internationale Aufstellung begann die Gruppe 1981 durch den Erwerb des Reiseveranstalters Turavia. Vier Jahre später öffnete das Barceló Bavaro Beach Resort, das erste Resort einer spanischen Kette in der Dominikanischen Republik (Punta Cana).
1992 wurde in den USA das erste Barceló-Hotel eröffnet (in Washington, D.C.).
Mit dem 2002 getätigte Übernahme der Investmentgesellschaft Crestline Capital, der in 12 US-Staaten 7.000 Hotelzimmer verwaltet erfolgte der nächste Wachstumssprung. Dadurch wurden die USA mit seinerzeit noch 66 Hotels auf einen Schlag zu einem der wichtigsten Märkte der Barcelós.
Die Unternehmenssparte Barceló Hotels & Resorts entwickelte in den Jahren 2005–2010 einen Strategieplan, um das Wachstum der Gruppe noch weiter zu beschleunigen.
So erwarb, bzw. pachtete sie in jedem Jahr 20 bis 40 neue Hotels, vorwiegend im städtischen Umfeld, wobei die gehobene Klasse der Vier- bis Fünf-Sterne-Häuser bevorzugt wurde. Während der weltweiten Finanzkrise verlangsamte sich ab 2007 das geplante Wachstum. Zudem auch wurden die Verträge unrentabler Hotels nicht mehr verlängert, wozu in erster Linie Häuser der einfachen und mittleren Kategorie gehörten. Durch den teilweisen Ausstieg aus der amerikanischen Tochtergesellschaft Barceló Crestline im Jahr 2014 schrumpfte die einstige Zahl aller in Barceló-Besitz befindlichen Hotels von 180 im Jahr 2009 auf heutige 95, vornehmlich hochpreisige Hotels. In den USA hält die Grupo Barceló aber noch 40 % an der Investmentgesellschaft Barceló Crestline und betreibt somit dort 74 Hotels. Daneben gibt es noch eine 42,5%ige Beteiligung an der Firma Occidental Hotels, welche 11 Hotels mit 4000 Zimmern in Mexiko und der Karibik betreibt. Damit gelang es zu einer der drei größten Hotelketten Spaniens und zu den 30 größten Hotelketten der Welt zu werden. Ab 2015 wurde wieder auf den alten Expansionskurs eingeschwenkt.

## Unternehmensbereiche

### Barceló Viajes
Barceló Viajes ist die älteste Geschäftsbereich der Barceló Gruppe. Er ist spezialisiert auf Reisen, Freizeit und Urlaub und verfügt über mehr als 727 Niederlassungen und Büros in 21 Ländern. Es wird als ein vertikal integriertes Unternehmen für verschiedene touristische und preisliche Angebote geführt. Auch eigener Lufttransport für Touristen ist integriert.
Die Dachmarke Barceló Viajes beinhaltet u. a. die Reiseveranstalter Quelónea und Jolidey und laCuartaIsla, welche auf Fernreisen spezialisiert sind. Weitere spezialisiertere Reisebüros tragen die Namen LePlan (Disneyland-Reisen), LeSki (Schiurlaube) und Jotelclick.
Für den Flugtransport der Touristen kann das Unternehmen unter der Zweitmarke Iberojet auf mehrere Airbus-Langstreckenflugzeuge zurückgreifen, sowie auch schnell verfügbar kleinere Maschinen chartern (Marke Air Broker ByPlan).

### Barceló Hotels & Resorts
Der Unternehmensbereich Barceló Hotels & Resorts verfügt in Europa, Lateinamerika und Nordafrika über 95 Hotels mit 30.000 Zimmern in 16 Ländern in Europa, Afrika und Amerika (Stand 2015). Davon rund ein Viertel in Eigentum. Die Kette besteht fast ausschließlich aus Hotels der oberen Kategorie (4 und 5 Sterne) und spezialisierten Hotels (Resorts) in verschiedenen Segmenten wie Familientourismus, Tourismus für Erwachsene oder Geschäftsreisen.
Die Hotels und Anlagen teilen sich auf in 65 % Resorts und 35 % Hotels (meist Innenstadtlagen).
Im Jahr 2014 beschloss die Grupo Barceló ihre Anteile am USA-Geschäft wieder zu verkaufen. Damit tauchen die 74 Hotels in den USA nicht mehr im Geschäftsbericht der Gruppe auf, und nur die verbleibenden 95 Hotels weltweit werden noch offiziell kommuniziert. Gleichwohl halten die Barcelós noch 40 % der Anteile an der Barceló Crestline (Capital) Holding.

### Situation im deutschsprachigen Raum

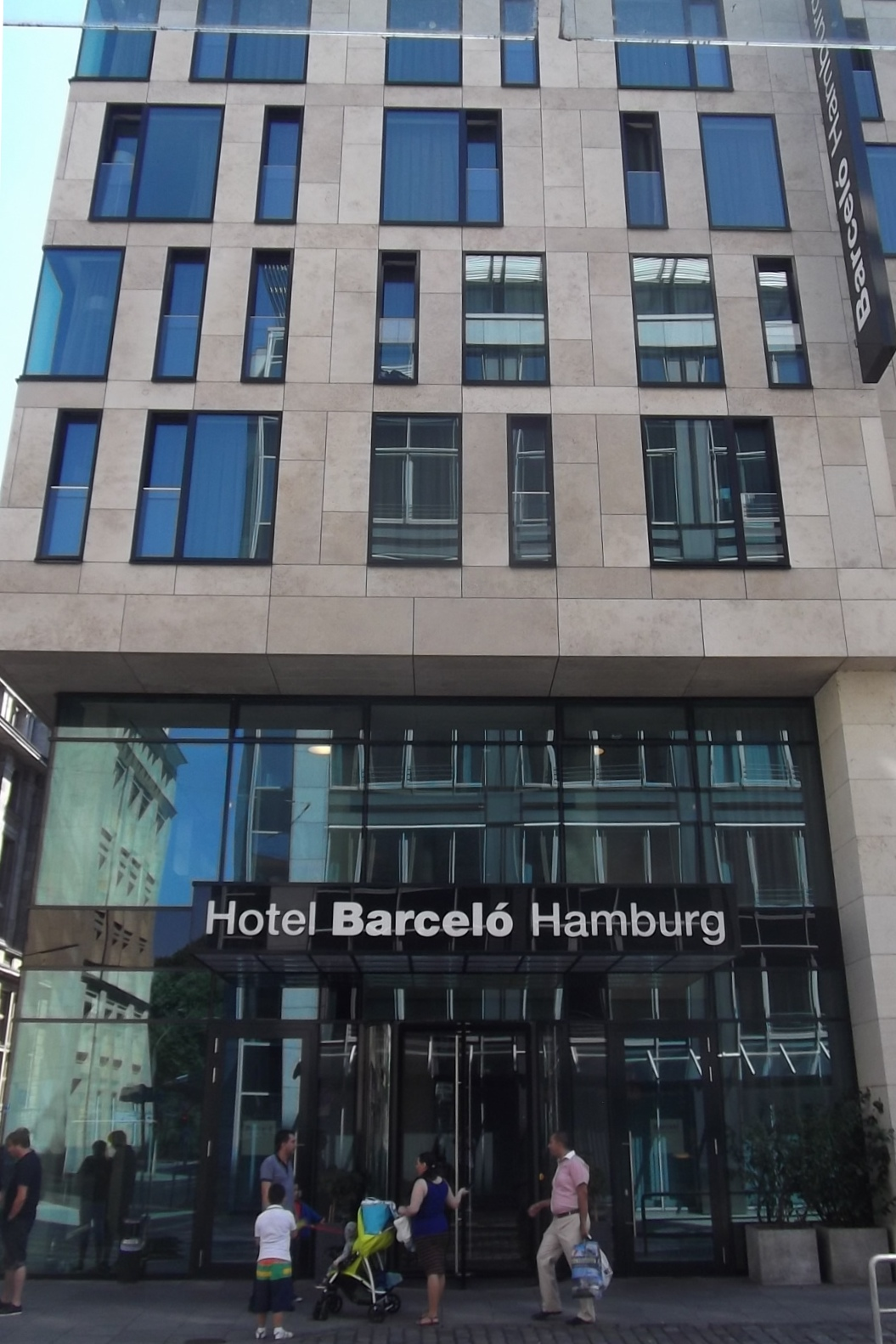
Barceló Hamburg

Die Grupo Barceló unterhält in deutschsprachigen Ländern z. Zt. zwei Hotels, das erste war das Barceló Hamburg. Es wurde von der Gruppe selbst geplant und gebaut (Baubeginn 2010, Eröffnung März 2012) und hat 193 Zimmer. Am Berliner Hauptbahnhof wird zurzeit ein Hotel der 4-Sternekategorie mit 272 Zimmern errichtet (Fertigstellung war für 2019 geplant). In der Kölner Innenstadt unterhielt Barceló zwischen Juni 2005 und Dezember 2014 ein weiteres 4-Sternehotel (301 Zimmer), welches im Januar 2015 zur Steigenberger Hotel Group wechselte.
Seit 1. November 2024 betreibt die Grupo Barceló ein Hotel in Dresden, das zuvor als Pullman zur Accor-Gruppe gehört hat.
Reiseagenturen von Barceló Viajes sind in deutschsprachigen Ländern nicht vertreten.

## Geschäftszahlen
(Stand: Geschäftsjahr 2014)
- Umsatz: 2.056,6 Millionen Euro
- Nettoverkäufe: 1.329,7 Millionen Euro
- Nettogewinn: 46,4 Millionen Euro
- durchschnittliche Auslastung der Hotelanlagen: 70,3 %
- Unternehmenswert: 901,3 Millionen Euro

Die Erlöse des Bereichs Barceló Viajes tragen nur zu 10 % zum Gesamtergebnis bei.(Stand 2008)

### Beschäftigte
In der Hotelsparte der Gruppe arbeiten rund 21.600 Angestellte, die Reisesparte beschäftigt rund 2.000 Menschen, so dass die Gesamtzahl der Mitarbeiter etwa 23.650 beträgt. Im Jahr 2013 waren es noch 1,25 % weniger.

### Niederlassungen
| Land                    | Hotels (Stand 2018) | Reiseagenturen (Stand 2013) |
| ----------------------- | ------------------- | --------------------------- |
| Spanien                 | 61                  | 688                         |
| Vereinigte Staaten      | 117                 | -                           |
| Mexiko                  | 22                  | 2                           |
| Dominikanische Republik | 6                   | 1                           |
| Costa Rica              | 4                   | 3                           |
| Kuba                    | 3                   | -                           |
| Türkei                  | 3                   | -                           |
| Nicaragua               | 2                   | 1                           |
| Guatemala               | 1                   | 1                           |
| Ecuador                 | 1                   | 1                           |
| Argentinien             | -                   | 1                           |
| Bolivien                | -                   | 2                           |
| Honduras                | -                   | 1                           |
| Deutschland             | 1                   | -                           |
| Ägypten                 | 2                   | -                           |
| Marokko                 | 2                   | -                           |
| Tschechien              | 4                   | -                           |
| Italien                 | 4                   | -                           |
| Bulgarien               | 1                   | -                           |
| Griechenland            | 1                   | -                           |
| Brasilien               | -                   | 1                           |
| Kolumbien               | -                   | 1                           |
| Chile                   | -                   | 5                           |
| El Salvador             | -                   | 2                           |
| Haiti                   | -                   | 1                           |
| Panama                  | 1                   | 1                           |
| Paraguay                | -                   | 1                           |
| Peru                    | -                   | 1                           |
| Portugal                | -                   | 1                           |
| Uruguay                 | -                   | 1                           |
| Venezuela               | -                   | 1                           |
| Aruba                   | 1                   | 1                           |

## Die Barcélo-Stiftung
Die Barceló-Stiftung ist eine gemeinnützige Organisation, die von der Familie Barceló Oliver am 24. Oktober 1989 ins Leben gerufen wurde. Sitz der Stiftung ist Palma de Mallorca. Die Stiftung wurde am 19. Juli 1990 in das Verzeichnis der Stiftungen „Protektorat des Bildungs- und Wissenschaftsministeriums der Regierung von Spanien“ unter der Nummer BAL 1-1-3-16 aufgenommen.

### Ziele
In Regionen wie Afrika und Lateinamerika unterstützt die Barcélo-Stiftung mittellose Menschen mit Mikrokrediten, Bildungsangeboten und medizinischer Hilfe. Seit Gründung konnte so eine halbe Million Menschen durch ärztliche Maßnahmen und Medikation versorgt werden. Eigenname des Programms: „Programa de Ayuda Médica Internacional (AMI)“.

## Schlagzeilen

### „Konflikt und Übereinkommen mit Nicaragua“
Im Zuge der Privatisierungen nach der Herrschaft der Sandinisten und der durch sie verursachten unklaren Grundbesitzverhältnisse erwarb die Grupo Barceló den ehemaligen Wohnsitz des früheren Diktators Somoza inklusive eines kleinen Flugplatzes und baute das Anwesen zu einem Hotel um.
Jedoch durften einige Ländereien gar nicht in den Verkauf gelangen, bzw. wurden von der Grupo Barceló unter marktüblichem Preis gekauft. Nach Anrufung des ICSID, einer internationalen Schiedsorganisation mit Sitz den USA, einigte man sich darauf, dass Barceló den Flugplatz zu einem, für den sich entwickelnden Tourismus genutzten, Flughafen erweiterte, wobei anschließend 75 % in den Besitz des nicaraguanischen Staates übergingen.

### „Ausbruch von Diarrhoe führt zur Schließung des Barceló Playa in Costa Rica“
Wegen des Auftretens von Diarrhoe und Erbrechen bei 150 Hotelgästen hat Ende Dezember 2010 das Gesundheitsministerium von Costa Rica angeordnet, dass das Hotel Barceló Playa Tambor an der Pazifik-Küste vorübergehend geschlossen wird.
Die Ursache war zunächst nicht bekannt. Es wurden zwar einige Salmonellen in der Küche gefunden, diese waren aber nicht ursächlich für die Massenerkrankung. Eine Ansteckung mit Humanen Noroviren konnte schließlich als Ursache festgestellt werden. Das Hotel wurde ohne Beanstandung zu Jahresbeginn 2011 wieder geöffnet.